# Panique du noyau

Panique d'un noyau Linux QEMU.

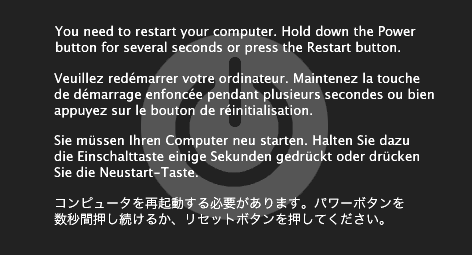
Panique d'un noyau Darwin macOS.

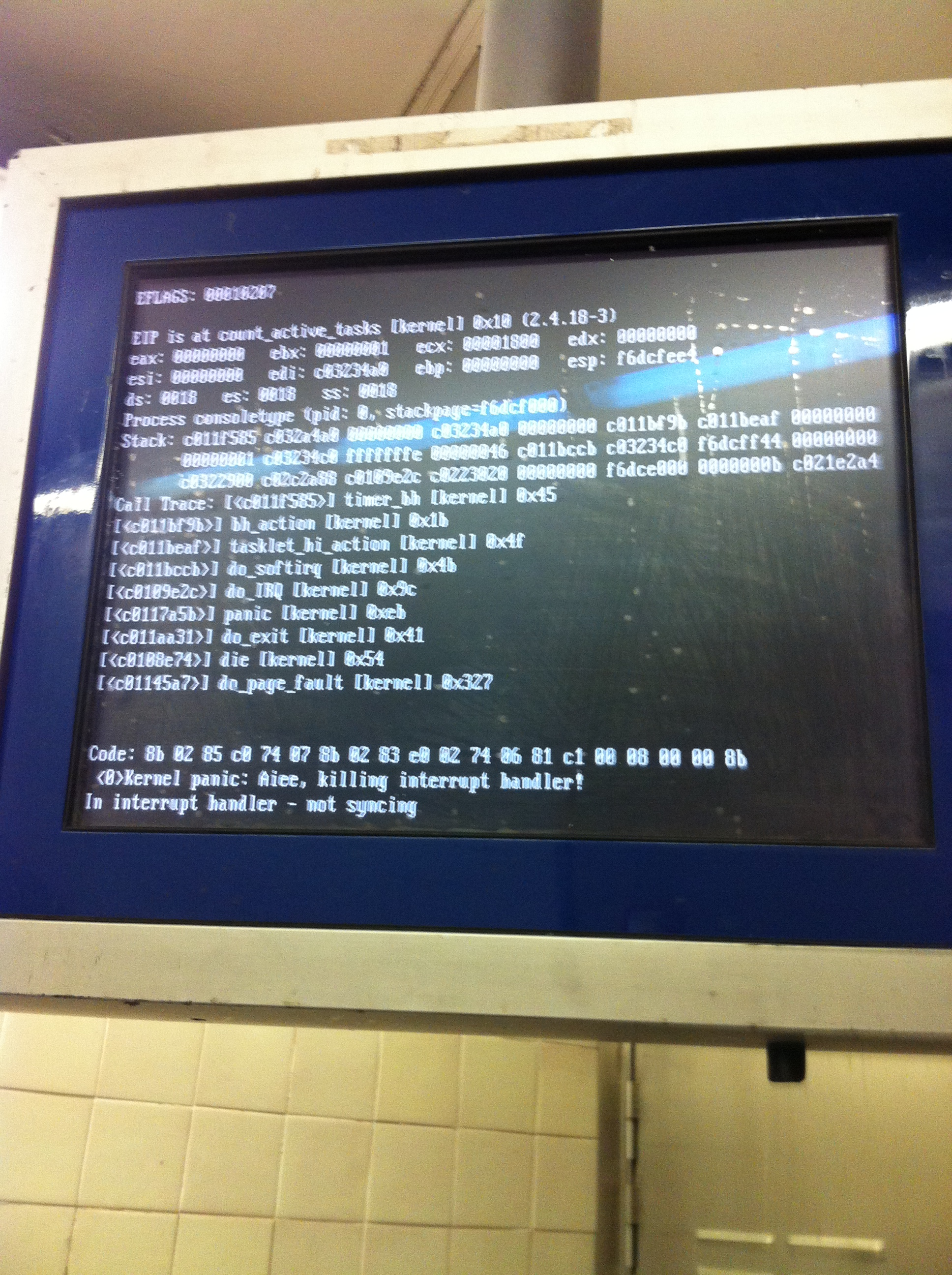
Panique d'un système Linux sur un ancien écran d'information de la RATP.

La panique du noyau (kernel panic) est un mécanisme de signalement d'erreur système du noyau d'un système d'exploitation, en particulier UNIX, GNU/Linux ou macOS.

## Description
La panique du noyau peut intervenir dans des circonstances diverses, qui normalement traduisent toutes des erreurs impossibles à corriger ou à ignorer et interdisent la poursuite du fonctionnement de l'ordinateur. Parmi ces circonstances, il peut y avoir des erreurs de programmation ou de conception du noyau, une mauvaise installation du noyau, des problèmes de liens à l'intérieur du noyau ou un problème matériel. Elle est souvent précédée d'un autre message d'erreur du noyau, le kernel oops (en).
Une panique du noyau va, par exemple, être produite si des valeurs incorrectes sont détectées (vérification d'assertion) ou si le processeur reçoit une instruction impossible à exécuter, par exemple : une lecture ou une écriture via un pointeur nul.
Lorsque cette situation se produit, l'exécution du système prend fin, de façon généralement abrupte. L'utilisateur n'a d'autre choix que de redémarrer son ordinateur. Il devra parfois choisir un autre noyau ou modifier les paramètres envoyés au noyau par le chargeur d'amorçage, voire réinstaller le système.
Il est possible de paramétrer un redémarrage automatique en initialisant le nombre n de secondes avant celui-ci :
- au démarrage dans la ligne de GRUB/LILO, en ajoutant l'option panic=n ;
- dans sysctl.conf : sysctl -w kernel.panic=n ;
- quand le système est démarré : echo "n" > /proc/sys/kernel/panic.

Sous Linux, une panique du noyau est signalée par le clignotement des diodes Verr Maj et Arrêt défil.

## Dans la culture populaire
Dans la série Mr Robot (saison 2, épisode 3, « Kernel Panic »), le personnage d'Elliot fait une crise de démence à la suite de la consommation abusive de psychotropes et fait une analogie de son état comme une « panique du noyau »